# Доролц
Доролц (рум. Dorolț) — село у повіті Сату-Маре в Румунії. Адміністративний центр комуни Доролц.
Село розташоване на відстані 455 км на північний захід від Бухареста, 7 км на північний захід від Сату-Маре, 132 км на північний захід від Клуж-Напоки.

## Населення
За даними перепису населення 2002 року у селі проживали 1568 осіб.
Національний склад населення села:
| Національність | Кількість осіб | Відсоток |
| -------------- | -------------- | -------- |
| угорці         | 1369           | 87,3%    |
| цигани         | 147            | 9,4%     |
| румуни         | 51             | 3,3%     |

Рідною мовою назвали:
| Мова      | Кількість осіб | Відсоток |
| --------- | -------------- | -------- |
| угорська  | 1520           | 96,9%    |
| румунська | 47             | 3,0%     |